# قرية سالم (نيويورك)
قرية سالم (بالإنجليزية: Salem (village), New York)‏ هي بلدة تقع في الولايات المتحدة في نيويورك (ولاية).  يقدر عدد سكانها بـ 964 نسمة .